# Камингор, Дороти
Маргарет Луиза Камингор (англ. Margaret Louise Comingore, 24 августа 1913 года — 30 декабря 1971 года) — американская киноактриса, наиболее известная под сценическим псевдонимом Дороти Камингор (англ. Dorothy Comingore), под которым она, в частности, исполнила роль Сьюзен Александер Кейн, второй жены заглавного персонажа фильма «Гражданин Кейн» (1941), который многими признаётся величайшим фильмом в истории. До роли в «Гражданине Кейне» Камингор под именем Линды Уинтерс (англ. Linda Winters) в 1938—1940 годах снялась в ряде фильмов Columbia Pictures, преимущественно в эпизодических ролях. Последующая карьера актрисы складывалась неудачно и была окончательно уничтожена в годы «охоты на ведьм» в Голливуде. В 1952 году она была вызвана на допрос перед Комиссией по расследованию антиамериканской деятельности, где отказалась давать показания, а в следующем году была арестована по, вероятно, сфабрикованным обвинениям в проституции. Преследование закончилось для Камингор двухлетней госпитализацией в психиатрическую клинику, после которого она не вернулась в кино.

## Биография

### Происхождение и начало карьеры
Маргарет Луиза Камингор родилась 24 августа 1913 года в Лос-Анджелесе в семье владельца бизнеса по производству гальваностереотипов. Когда ей было девять, семья переехала в Окленд.
Камингор недолго изучала философию в Калифорнийском университете в Беркли и затем уезжала в Таос (Нью-Мексико), где подрабатывала натурщицей и сотрудницей музея. Вернувшись в Калифорнию, примерно с 1936 года она играла в театральной компании Little Theatre в Кармеле, взяв себе сценическое имя Дороти. Тогда же она вышла замуж за начинающего сценариста и актёра Роберта Мельцера. В одной из постановок её заметил Чарли Чаплин. Вскоре она заключила пробный контракт с Warner Bros.. В прессе у неё на короткое время появилась репутация «протеже Чаплина», хотя сама актриса утверждала, что они встречались только один раз за чаем и не обсуждали кинокарьеру, а на студию ей помог выйти знакомый агент. В Warner Камингор получила сценический псевдоним Кей Уинтерс. Предполагалось, что её дебютом должен стать мюзикл «Бродвейские мушкетёры» с Маргарет Линдси и Энн Шеридан, но в итоге за три месяца в Warner её использовали только в модельных съёмках, а после истечения опциона не перезаключили контракт. Кинодебютом Камингор стала главная роль в гангстерском независимом фильме «Поезд-тюрьма» Гордона Уайлза (1938), где её партнёром был Фред Китинг.
В том же году Камингор была нанята в Columbia Pictures, где под именем Линды Уинтерс преимущественно снималась в эпизодических ролях. Наиболее примечательно из них участие в массовке в восторженной толпе девушек, встречающих героя Джеймса Стюарта в одном из популярнейших фильмов тех лет «Мистер Смит едет в Вашингтон». Главные роли ей достались в приключенческом фильме «К северу от Юкона» (с Чарльзом Старреттом) и вестерне «Пионеры фронтира» (с Биллом Эллиотом). Известно, что одна из неудачных проб Камингор была в фильм Говарда Хоукса «Только у ангелов есть крылья» (1939) на роль, которую в итоге получила Рита Хейворт. Одновременно Линда Уинтерс приобрела нежелательную репутацию строптивой актрисы, не готовой мириться с переработками и плохими бытовыми условиями на площадках. Согласно одной из газетных статей, чтобы наказать Камингор, продюсер, руководивший съёмками короткометражки «Трёх балбесов» «Скалистые горы» (1940), потребовал отснять больше девяноста дублей сцены, в которой она падала в бассейн. Вскоре Камингор покинула студию, якобы напоследок в лицо назвав придурком владельца кинокомпании Гарри Кона. 18 мая 1939 года актриса вышла замуж за сценариста Ричарда Коллинза.

### «Гражданин Кейн»

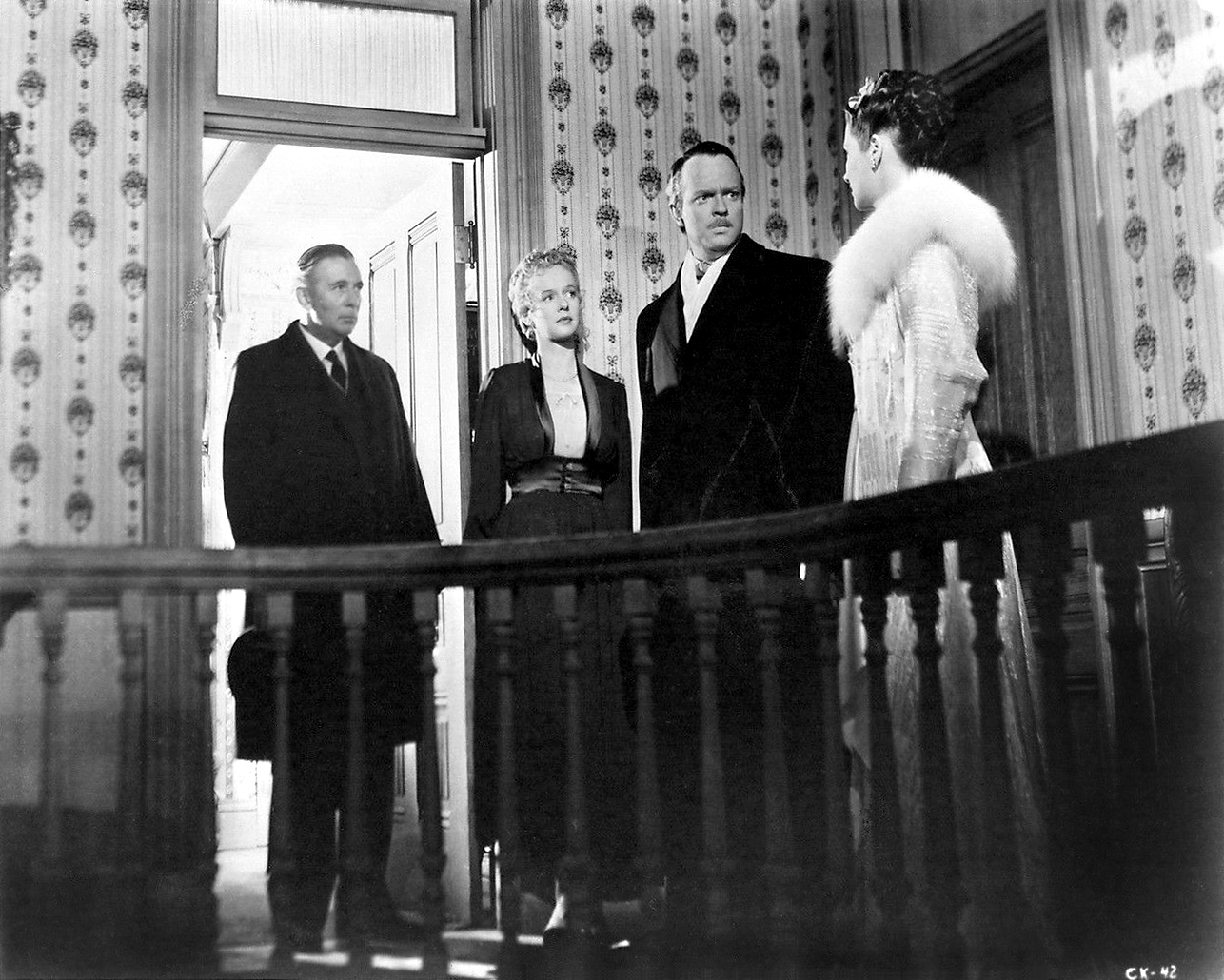
Слева направо: Рэй Коллинз, Дороти Камингор, Орсон Уэллс, Рут Уоррик (промокадр из «Гражданина Кейна»).

Согласно одной из историй, Камингор познакомилась с Орсоном Уэллсом ещё в 1939 году через жену сценариста Ринга Ларднера-младшего Сильвию, которая искала для Уэллса спутницу-старлетку на премьеру «Волшебника страны Оз» в «Китайском театре Граумана». По другим данным, они не были знакомы до того, как актриса пришла на прослушивание на роль Сьюзен Александер Кейн в дебютном фильме Уэллса. Камингор получила роль, причём Уэллс не изменил решения, когда узнал, что она беременна: якобы, он ответил, что это лишь доказывает, что он намерен уложиться в график. Камингор родила дочь Джудит через неделю после окончания съёмок.
В «Гражданине Кейне» Камингор сыграла героиню, которая, став любовницей и затем второй женой заглавного героя — медиамагната, проходит метаморфозу от сотрудницы магазина и начинающей певички до пьющей владелицы кабаре, которую встречает журналист, встречающийся со знавшими Кейна после смерти магната. Съёмкам и выходу фильма с самого начала сопутствовали трудности, связанные с тем, что «Гражданин Кейн» воспринимался как «фильм с ключом»: образ главного героя был в значительной степени основан на личности газетного магната Уильяма Рэндольфа Херста, а в Сьюзен Александер Кейн многие видели карикатуру на его многолетнюю любовницу — актрису Марион Дэвис. Херст уже во время съёмок планировал надавить на студию RKO Pictures, чтобы предотвратить выход фильма. Под влиянием слухов съёмочную площадку фильма посетила работавшая на Херста светская колумнистка Луэлла Парсонс. Уэллс заверил её, что снимает вымышленную историю, и она подготовила комплиментарный репортаж с площадки, вышедший в сентябрьском номере журнала Friday. При этом подпись к фотографии Камингор называла её «вылитой Марион Дэвис». Постоянная соперница Парсонс, другая влиятельная херстовская колумнистка Хедда Хоппер, посетив один из студийных показов, немедленно проинформировала босса, что фильм оправдал его худшие ожидания. В дальнейшем и Хоппер, и осознавшая свой промах Парсонс, и подконтрольная Херсту жёлтая пресса яростно критиковали «Гражданина Кейна» и лично Уэллса, а сам магнат одновременно грозил судебными исками RKO, давил на кинотеатры и инициировал переговоры о выкупе и уничтожении фильма. По утверждению племянника Дэвис сценариста Чарльза Ледерера, Херст был в первую очередь разгневан именно персонажем Комингор, подразумевавшим, что Дэвис была бездарной актрисой и имела проблемы с алкоголем (по его же словам, ни Херст, ни Дэвис не видели фильма). Сам Уэллс настаивал на том, что главные герои «Гражданина Кейна» — составные персонажи, а Марион Дэвис «была замечательной женщиной, ничего общего с персонажем, которого сыграла в фильме Дороти Камингор, не имевшей».

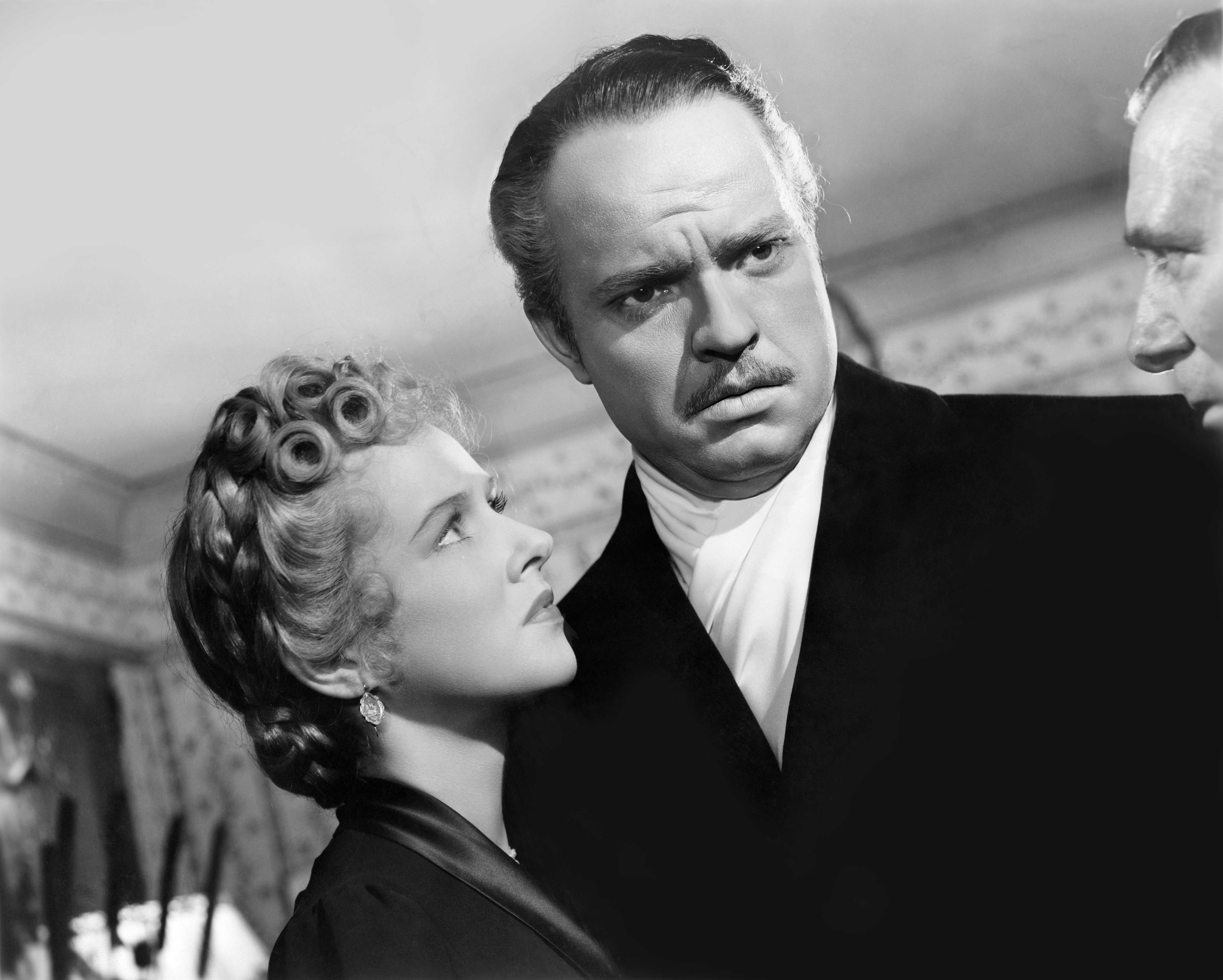
Дороти Камингор и Орсон Уэллс (промокадр из «Гражданина Кейна»).

«Гражданин Кейн» был восторженно встречен кинокритиками, которые отдавали должное и игре Дороти Камингор, пророча ей большое будущее. Анонимный рецензент The Hollywood Reporter писал: «Дороти Камингор в роли певицы проходит через разброс эмоциональных состояний, который стал бы испытанием для любой актрисы, но она не подводит ни разу. „Гражданин Кейн“ должен сделать из этой девушки звезду». «Гражданин Кейн» получил восемь номинаций на «Оскар» (Камингор не попала в список номинантов), но по результатам церемонии победил только в номинации за лучший сценарий.
С течением времени «Гражданин Кейн» приобрёл репутацию одного из величайших фильмов всех времён. Так, он занял первую строчку во втором опросе британского журнала Sight & Sound (1962) и сохранял её до 2012 года, когда переместился на второе место, и признавался лучшим американским кинофильмом по опросам Американского института киноискусства 1998 и 2007 года.

### Карьера в 1940-х годах
Камингор подписала контракт с RKO Pictures, но отклонила несколько фильмов, считая, что ей предлагают недостаточно глубокие и интересные роли; Уэллс вынашивал идею экранизировать «Сестру Керри» Т. Драйзера, и Камингор возлагала большие надежды на этот проект, но он никогда не был реализован. В 1942 году RKO расторгла контракт. Актриса считала, что её карьеру тормозит Херст, мстящий за «Гражданина Кейна», но вероятно, что основной причиной стали многочисленные отказы от ролей; её партнёры по «Кейну» Джозеф Коттен и Рут Уоррик продолжили успешно сниматься. Этой же версии придерживался и Уэллс. В 1944 году Камингор согласилась на участие в малобюджетной экранизации пьесы Юджина О’Нила «Косматая обезьяна». По общему мнению, выбор продолжения карьеры оказался крайне неудачным, и Камингор смотрелась одномерно и невнятно на фоне выигрышных главных ролей Сьюзен Хэйворд и Уильяма Бендикса. В том же году у пары родился второй ребёнок — сын Майкл, и на долгое время предложения перестали поступать. В октябре — ноябре 1945 года Камингор с Полом Келли и Лютером Адлером играла в неудачной бродвейской постановке «Beggars Are Coming to Town», которая была снята с репертуара менее чем через месяц.
Параллельно Камингор, как и многие артисты того времени, была вовлечена в различную общественную деятельность, свидетельствовавшую о её левых взглядах. Она участвовала в благотворительных мероприятиях в поддержку союзников по антигитлеровской коалиции, в том числе Советского Союза, и успешной кампании музыкантов Поля Робсона и Ледбелли по десегрегации клубов для военнослужащих USO. В 1943 году Камингор присоединилась к общественному комитету в защиту обвиняемых по делу об «убийстве в Сонной лагуне», получившем печальную известность из-за расистских мотивов в преследовании семнадцати обвиняемых мексиканского происхождения. Кампания, в которой ключевую роль играл Уэллс, завершилась отменой обвинительного приговора в апелляции. В 1944 году Камингор агитировала за баллотировавшегося в нижнюю палату законодательного собрания Калифорнии кандидата от Демократической партии киноактёра Альберта Деккера, обходя дома в лос-анджелесском пригороде Уоттс (Деккер выиграл выборы). Всё это привело к тому, что уже в 1940-е годы ФБР открыло файл на актрису.
К 1945 году Дороти и Ричард жили отдельно друг от друга. Дети остались с матерью, а Коллинз не платил алименты. В 1946 году они официально развелись, и через год Камингор вышла замуж за писателя и сценариста Теодора Страусса.

### Преследование
Осенью 1947 года Комиссия по расследованию антиамериканской деятельности палаты представителей конгресса США, созданная ещё в 1930-х годах для расследования «подрывной и антиамериканской деятельности» нацистских и коммунистических агентов, начала расследовать возможную «коммунистическую пропаганду» в Голливуде. Это вылилось в негласный запрет на наём студиями кинематографистов, заподозренных в членстве в Компартии США или симпатиях к ней и отказавшихся давать показания перед Комиссией (действие пятой поправки, позволявшей не свидетельствовать против себя, распространялось и на заседания Комиссии), в том числе раскрыть других известных членов. Ряд кинематографистов, в том числе фигуры масштаба Чаплина и Уэллса, уехали в Европу. В апреле 1951 года перед Комиссией выступил Коллинз, который в годы войны был одним из соавторов сценария «Песни о России», теперь провозглашённой одним из примеров «коммунистической пропаганды». Коллинз дал показания о том, что состоял в Компартии сам, и назвал известных ему членов, в том числе бывшую жену. Потрясённая Дороти говорила, что теперь чувствовала себя «коллаборационисткой после освобождения», и обрила себе голову. В фильме Джозефа Лоузи «Долгая ночь» (1951) она снималась в парике.
В 1952 году, через несколько месяцев после рождения сына Питера, Страуссы развелись. 6 октября того же года Камингор давала показания перед Комиссией по расследованию антиамериканской деятельности. На вопросы о членстве в коммунистической партии она, как и многие, отвечать отказалась сославшись на первую (гарантия свободы убеждений) и пятую поправки. Камингор держала себя перед Комиссией вызывающе, в какой-то момент перейдя в контратаку вопросом, не «играют ли в карманный бильярд» под столом допрашивающие её мужчины (реплика была вычеркнута из протокола). Параллельно заседаниям Комиссии Коллинз обратился в суд с требованием забрать детей у Дороти и оставить опеку за ним единолично; он ссылался как на усугубившийся алкоголизм бывшей жены, так и на широко освещавшийся процесс, связывавший имя Камингор с «антиамериканской деятельностью». Суд вынес решение в пользу Коллинза, хотя оставил за матерью право на посещение детей по выходным и взыскал с Коллинза достаточно большую сумму алиментов (около 9 тыс. долларов). В этот же период Камингор обнаружила, что её телефон прослушивается, а в доме в её отсутствие прошёл обыск.
19 марта 1953 года Камингор была арестована по обвинению в проституции: якобы она предложила двум переодетым полицейским интимные услуги за десять долларов. Сама актриса утверждала, что купюру ей подбросили, современные авторы считают вероятным, что обвинения были сфабрикованы. Новый скандал с участием Камингор снова освещался прессой. Теодор Страусс подал в суд иск о помещении бывшей жены на принудительное лечение от алкоголизма. В мае 1953 года Дороти подписала согласие на госпитализацию в психиатрический госпиталь в Камарильо, в котором провела следующие два года. В июне обвинения в проституции были сняты. Джим Хоберман замечает, что после сценаристов «Голливудской десятки», осуждённых за неуважение к Конгрессу, Камингор стала едва ли не единственной, кто после допроса Комиссией по расследованию антиамериканской деятельности не только попал в «чёрный список», но и подвергался уголовному преследованию.

### Последние годы
В 1962 году Камингор вышла замуж за почтового служащего из Стонингтона (округ Нью-Лондон, Коннектикут) Джона Кроу, с которым познакомилась за несколько лет до того, когда снежная буря вынудила Камингор, путешествовавшую с бойфрендом, сделать незапланированную остановку в Стонингтоне. В последние годы она страдала от онкологического заболевания и от последствий перелома позвоночника. Камингор умерла 30 декабря 1971 в возрасте 58 лет в Стонингтоне (по другим данным, в госпитале в Нью-Лондоне).

## Фильмография
| Год  | Название фильма                         | Роль                     | Примечания                                                |
| ---- | --------------------------------------- | ------------------------ | --------------------------------------------------------- |
| 1938 | Поезд-тюрьма                            | Луиза Террис             | Как Линда Уинтерс                                         |
| 1938 | Комета над Бродвеем                     | мисс Макдермотт          | Как Линда Уинтерс                                         |
| 1938 | Торговля ветрами                        | Энн                      | Как Линда Уинтерс                                         |
| 1939 | Блонди встречает босса                  | Фрэнсис Роджерс          | Как Линда Уинтерс                                         |
| 1939 | Роман красного леса                     | Эпизод                   | Как Линда Уинтерс                                         |
| 1939 | К северу от Юкона                       | Джин Дункан              | Как Линда Уинтерс                                         |
| 1939 | За пределами этих стен                  | Вторая секретарша        | Как Линда Уинтерс                                         |
| 1939 | Хорошие девушки едут в Париж            | Распорядительница в кафе | Не упомянута в титрах                                     |
| 1939 | Береговая охрана                        | Медсестра                | Как Линда Уинтерс                                         |
| 1939 | Пять маленьких Пепперов и как они росли | Медсестра                | Как Линда Уинтерс                                         |
| 1939 | Золотой мальчик                         | Эпизод                   | Не упомянута в титрах                                     |
| 1939 | ‘’Oily to Bed, Oily to Rise’’           | Джун Дженкинс            | Как Линда Уинтерс, короткометражный фильм «Трёх балбесов» |
| 1939 | Скандальная хроника                     | Марджори Лоу             | Как Линда Уинтерс                                         |
| 1939 | Мистер Смит едет в Вашингтон            | Эпизод                   | Как Линда Уинтерс                                         |
| 1939 | The Awful Goof                          | Невеста Чарли            | Как Линда Уинтерс, короткометражный фильм                 |
| 1939 | Девушка из кафе                         | Трикс                    | Как Линда Уинтерс                                         |
| 1940 | Осуждённая                              | Мей                      | Как Линда Уинтерс                                         |
| 1940 | Пионеры фронтира                        | Джоан Дарси              | Как Линда Уинтерс                                         |
| 1940 | The Heckler                             | Подруга Оле              | Как Линда Уинтерс, короткометражный фильм                 |
| 1940 | Rockin' thru the Rockies                | Дейзи                    | Как Линда Уинтерс, короткометражный фильм «Трёх балбесов» |
| 1941 | Гражданин Кейн                          | Сьюзен Александер Кейн   | Как Дороти Комингор                                       |
| 1944 | Косматая обезьяна                       | Хелен Паркер             | Как Дороти Комингор                                       |
| 1949 | Крупная ставка                          | Миссис Перселл           | Как Дороти Комингор                                       |
| 1951 | Долгая ночь                             | Джули Ростина            | Как Дороти Комингор                                       |
| 1951 | Fireside Theatre (телесериал)           | Рита                     | серия «Handcuffed»                                        |
| 1952 | Rebound (телесериал)                    | Дотти                    | серия «The Losers»                                        |
| 1952 | The Doctor (телесериал)                 |                          | серия «The Red Wig»                                       |

## Образ в кино
В фильме «Виновен по подозрению» (1991), действие которого происходит в Голливуде в годы «чёрных списков», персонаж Патриши Уэттиг, актриса Дороти Нолан, основан на жизни Дороти Камингор. В фильме она после предательства мужа и потери возможности сниматься кончает с собой.

## Комментарии
1. ↑  Впоследствии Мельцер будет ассистентом Чаплина на съёмках «Великого диктатора», примет участие в высадке в Нормандию и погибнет в августе 1944 года[5].
2. ↑  Буквально – schmuck, грубое слово, пришедшее в английский из идиш.